# Bernhard Mannfeld

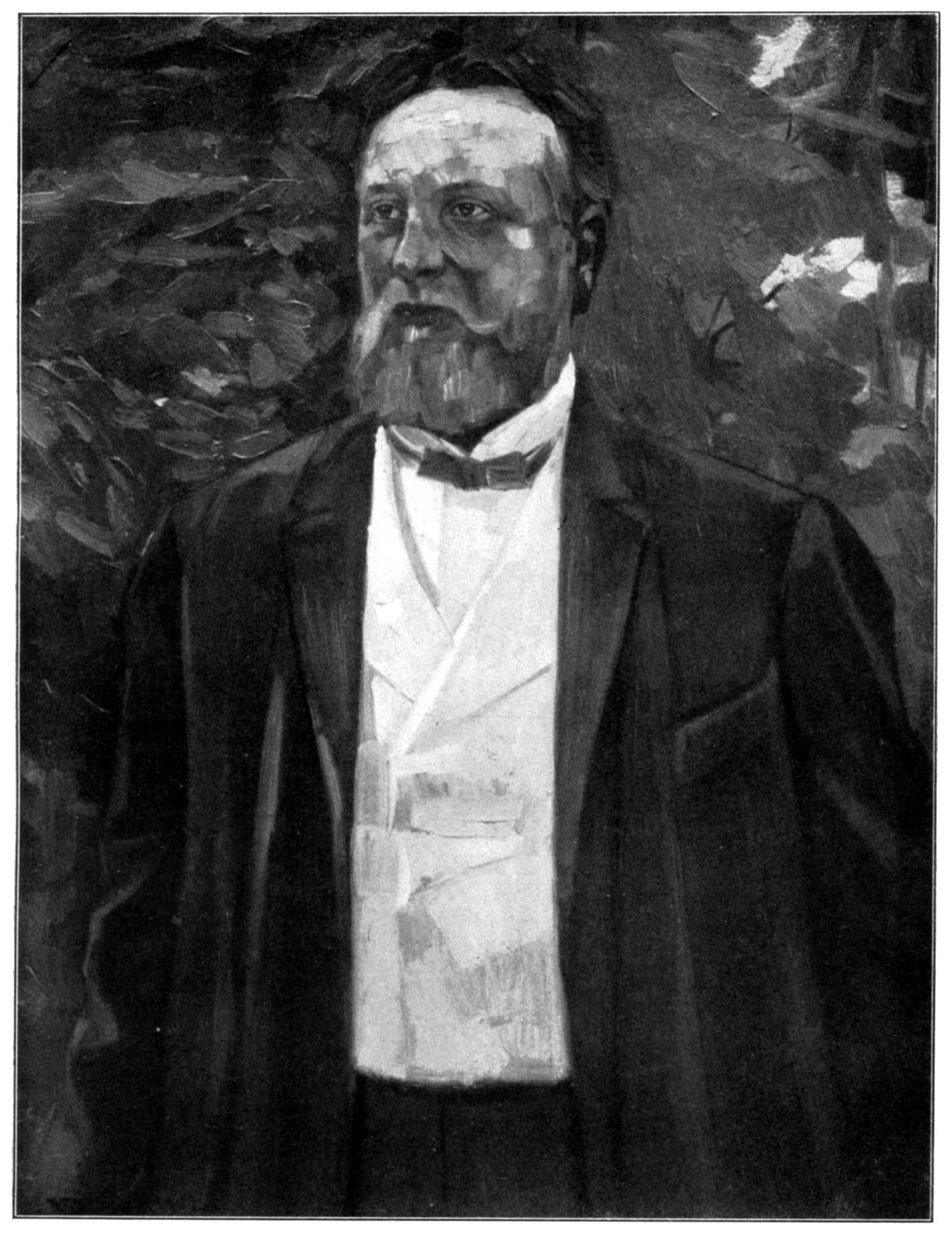
Mannfeld (Wilhelm Trübner)

Karl Julius Bernhard Mannfeld (* 6. März 1848 in Dresden; † 29. März 1925 in Frankfurt am Main) war ein deutscher Maler und Grafiker.

## Familie
Mannfeld war der Sohn des Maschinentechnikers Johann Leopold Julius Mannfeld und Marie Emilie Scheinert. Bernhard Mannfeld ist der Enkel des Malers und Zeichenlehrers Karl Samuel Scheinert (1790–1868). Er heiratete die Künstlerin Margarete Auguste Emilie Andorff, die Tochter des Malers Paul Andorff (1849–1920), der wiederum der Sohn des Kupferstechers Friedrich August Andorff (1819–1847) war. Zusammen mit Margarete Andorff bekam er drei Kinder, Werner, Otto und Alice, die in Frankfurt am Main aufwuchsen.

## Technik

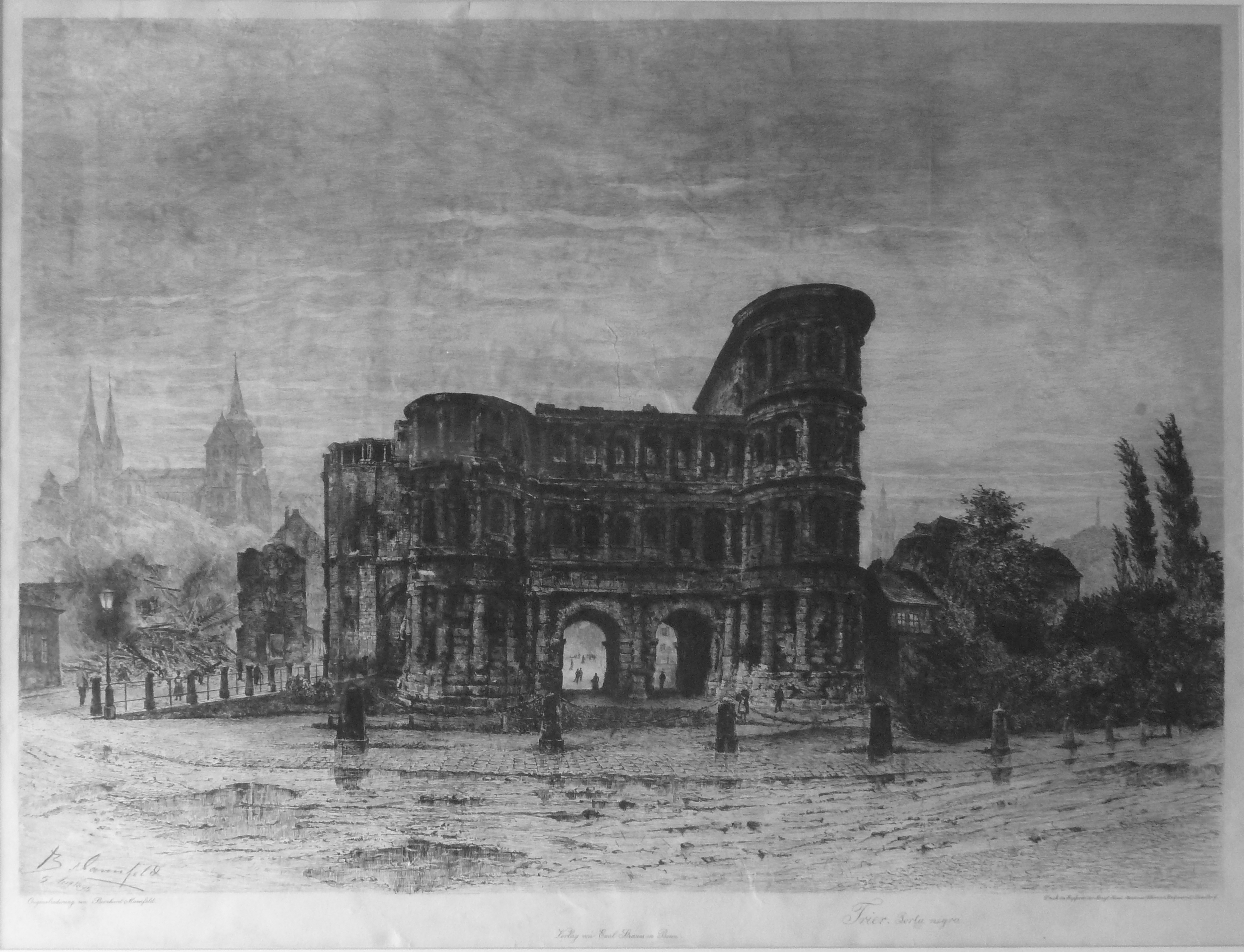
Porta Nigra in Trier, Radierung von Bernhard Mannfeld 1895

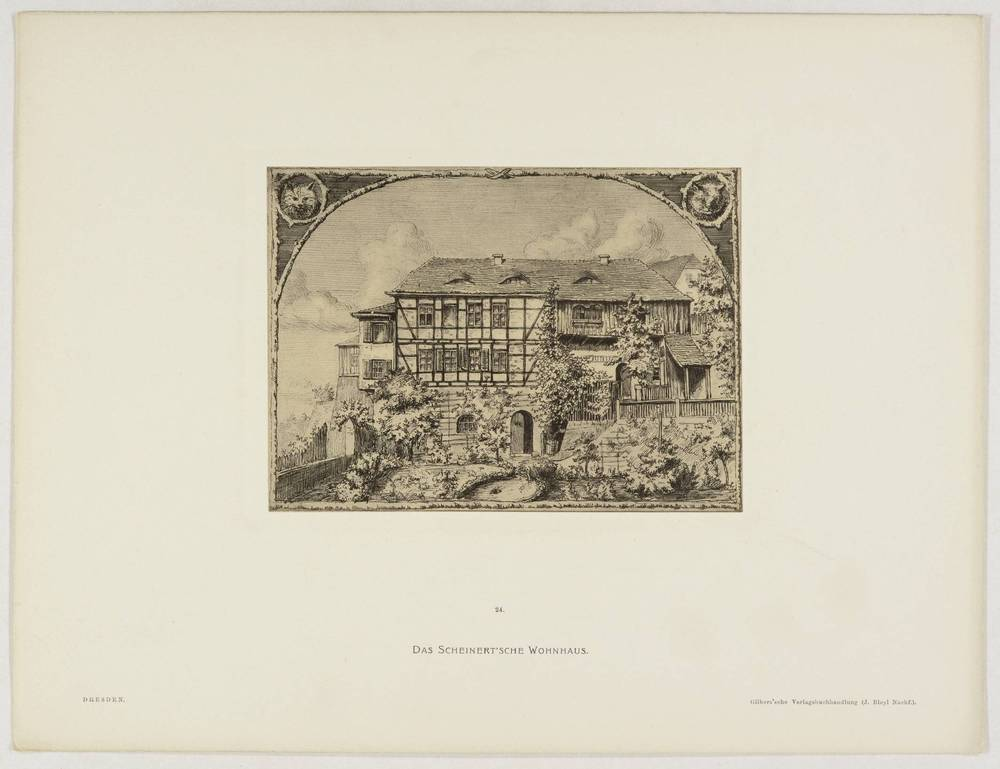
Scheinert'sche Wohnhaus, Meißen (Bernhard Mannfeld, Lichtdruck, Reproduktion einer Federzeichnung, Ende 19. Jh., Staatliche Kunstsammlung Dresden)

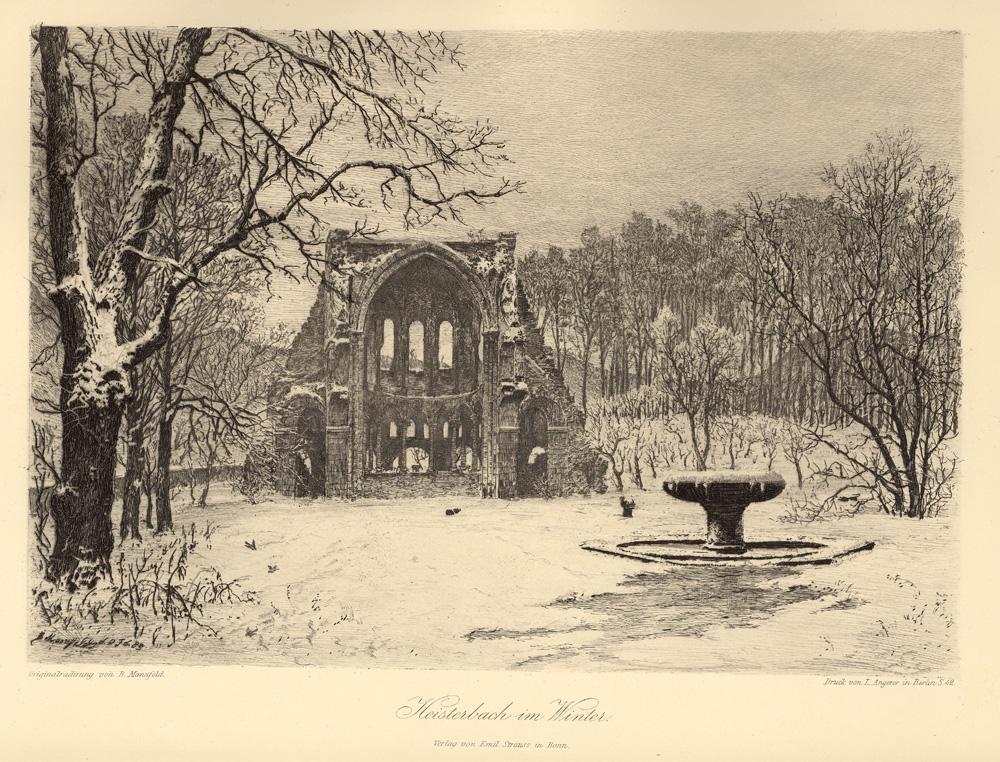
Illustration von Bernhard Mannfeld: Chorruine Kloster Heisterbach

Mannfeld war ein Vertreter der Radierkunst (Tiefdruckverfahren) mittels Kupferplatte und fertigte Landschafts- und Städteradierungen, vorwiegend Architekturansichten. Er führte sogenannte Originalradierungen aus, die Bernhard Mannfeld in einem Vortrag über Radierkunst 1892 erläuterte: Man müsse „Maler, Radierer und Drucker“ zugleich sein. Als Maler wähle man das Motiv, mache seine Studien. Dann folge die eigentliche Radierung auf der Kupferplatte mit der „launenhaften Ätzung mit ihren oft ganz überraschenden und unbeabsichtigten Erscheinungen“. Erst komme der Probedruck und dann der Fein- und Remarquedruck, die von des Künstlers eigener Hand ausgeführt. Der Unterschied zu „Radierungen“ sei, dass diese bloß ein vorhandenes Bild reproduzieren.

## Lebenslauf und -werk

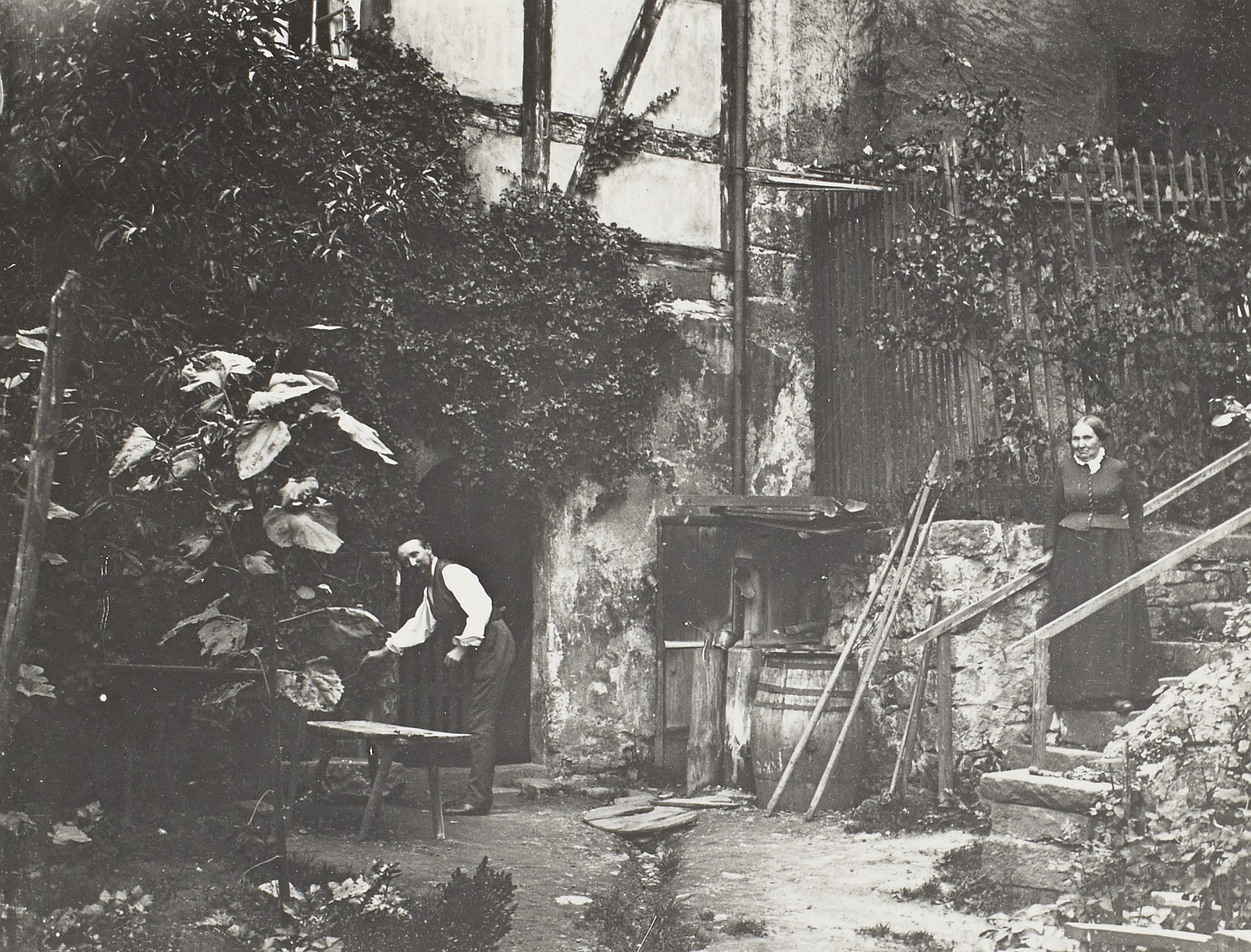
Künstler Bernhard Mannfeld mit seiner Mutter, Scheinert’sches Wohnhaus, Meißen

Seine Jugendjahre verbrachte er in Meißen und wohnte mit seiner Familie im Haus der Großeltern, das sogenannte „Scheinert’sche Wohnhaus“, welches im rechtselbischen Niederfähre lag. Sein Großvater war zu jener Zeit Malervorsteher in der königlichen Porzellanmanufaktur und betrieb eine Glasmalerwerkstatt. Mannfeld wurde von seinem Großvater künstlerisch stark beeinflusst. In Meißen lehrte ihn bereits in Zeichnen der Maler Friedrich Otto Georgi. Doch Mannfeld wurde zunächst für drei Jahre für das Zimmermannshandwerk nach Bautzen in die Lehre geschickt und studierte nebenbei Architektur an der Baugewerkschule Dresden. Er war gerade als Geselle freigesprochen worden und hatte seine erste Anstellung angetreten, als 1866 der Deutsche Krieg in seine Heimat kam. So kehrte er nach Meißen zurück, hoffnungslos an seiner Zukunft verzweifelnd. Der malerische Reiz von Meißen hätte ihn ergriffen und so fertigte er 24 Federzeichnungen mit Ansichten von Meißen an, die später teilweise veröffentlicht wurden. Beeinflusst war er auch durch den Dresdener Maler und Radierer Ludwig Richter. Wegen dieser ganzen 24 Arbeiten, wies der Maler Otto Georgi auf seiner Durchreise in Dresden Mannfeld auf die Kunst des Radierens hin. Somit begann er schließlich mit der Radiertechnik 1867 in Breslau anzufangen, wo er eine Anstellung im Seilerschen Institut für Glasmalerei erhielt.
Er war als Zeichner für den Grafen von Hoverden-Plenken tätig. Fünf Jahre lang bereiste er in Hoverdens Auftrag die Provinz Schlesien, um für die grafische Sammlung hunderte von alten Grabsteinen zu zeichnen. Einige seiner Werke fanden Aufnahme in Hermann Luchs Schlesische Fürstenbilder des Mittelalters. Der Verleger Alexander Duncker erteilte ihm den Auftrag für das Werk Durch’s deutsche Land Malerische Stätten aus Deutschland und Österreich 60 Originalradierungen anzufertigen, woraus zwei Bände 1877 und 1888 fertig wurden. Neben dieser Tätigkeit arbeitete er als Zeichner für die Illustrierte Zeitung, für Gartenlaube, Daheim, Über Land und Meer die verschiedensten Dinge auf Holz. 1873 entsendete die Zeitung Mannfeld auf die Weltausstellung nach Wien. Danach ließ er sich 1873 fest in Berlin nieder und entfaltete weiter sein künstlerisches Schaffen. Besonders schnell erlangte er Ansehen durch die Radierung des vollendeten Kölner Doms (1880) und die Radierungen Köln und Heidelberg, beide mit komponierter, ornamentaler Umrahmung im Barockstil (1882). Mit seinem Werk Die Loreley war ein deutlicher Qualitäts- und Stilwandlung sichtbar. Danach wurde ihm der Auftrag erteilt, den Staatssekretär Stephan in halber Lebensgröße zu radieren, was er erfolgreich ausführte. Sein Werk Der Meißner Dom wurde schließlich von der Berliner Akademie ausgezeichnet und fand im Salon Paris Anerkennung.
Kaiser Friedrich war ein Gönner von Bernhard Mannfeld und zeichnete ihn sogar durch die goldene Medaille aus. Als er die Radierung von der Aufbahrung Kaiser Wilhelms im Berliner Dom fertigte, überwies Kaiser Friedrich die Radierung dem Hohenzollernmuseum. Die Kaiserin Augusta ließ Mannfeld einen besonderen Dank kundtun.
Des Weiteren schuf er Radierungen nach Gemälden von Watteau, Hertel, Scherrer, Klever und besonders von Adolf Metzeln. Eine enorme Anzahl an Aufträgen erfolgte durch den preußischen Staat und der Zeitschrift für bildende Kunst. Der Künstler hatte 1886 eine Ausstellung seiner Radierungen in der Berliner Nationalgalerie, kuratiert von dem Kunsthistoriker Lionel von Donop. Zeichnungen von ihm befanden sich in Museen unter anderem in Leipzig, Breslau und Berlin.

Gendarmenmarkt. Radierung von Bernhard Mannfeld 1891

Er wurde 1895 an das Städelsche Kunstinstitut nach Frankfurt am Main für eine Professur für Radierkunst berufen und wurde dann zum Direktor ernannt. Zu seinen Schülern und Schülerinnen zählen u. a. Eberhard Quirin, Ottilie Roederstein und Eugenie Bandell Besonders der Schüler Quirin wurde von Mannfeld gefördert, er war bei ihm Stipendiat, erhielt eine „Lobende Erwähnung“ und durfte mit ihm gemeinsam eine große Radierung Sachsenhausen, Blick auf den Feldberg schaffen, welche die Widmung „Seinem verehrten Meister, Herrn Prof. B. Mannfeld von seinem dankbaren Schüler E. Quirin“ trägt. Die Stadt Frankfurt ehrte Bernhard Mannfeld, indem sie eine Straße in Sachsenhausen (in Reihe der Künstler der Kronberger Malerkolonie) benannt, den „Bernard-Mannfeld-Weg“. Als er 1915 erkrankte, gab das Institut die Radierkunst als Fachbereich auf. Er erhielt auf dem Friedhof in Sachsenhausen ein Ehrengrab. Einige seiner Schüler versuchten Mannfeld zu kopieren und anschließend die Werke zu verkaufen, weshalb es oft schwierig sein kann, gewisse Werke eindeutig zu identifizieren.

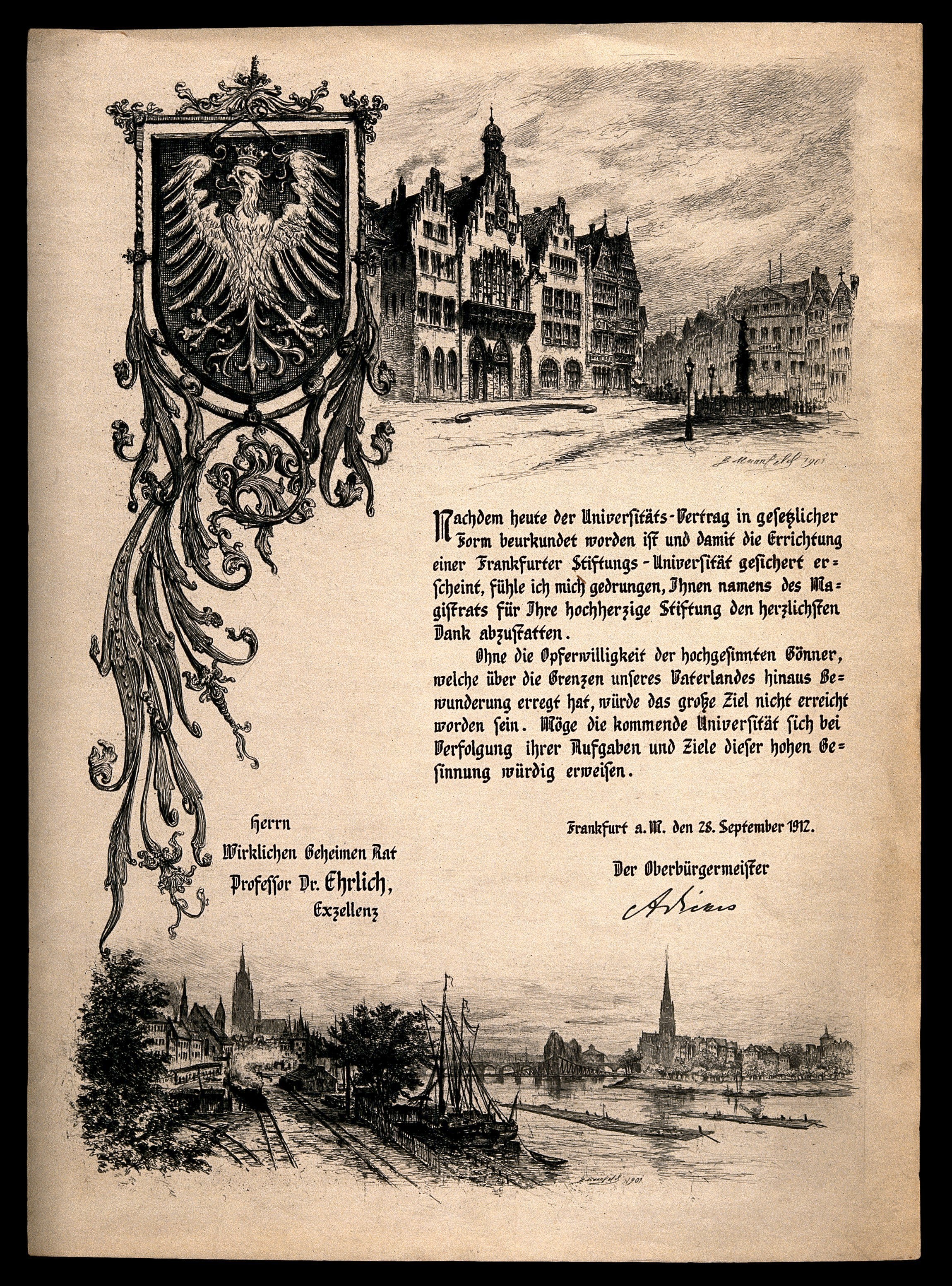
Beginn der Errichtung der Universität Frankfurt, Künstlerische Ausführung einer Danksagung des Oberbürgermeisters von Bernhard Mannfeld

Als der erste Vertrag für die Universität Frankfurt in gesetzlicher Form bekunden worden war und damit die Errichtung einer Frankfurter Stiftungs-Universität gesichert erschien, drückte der Oberbürgermeister dem Gönner Ehrlich seinen Dank aus. Mannfeld konzipierte und radierte dafür extra aufwändig einen Brief.
Er war Mitglied der Allgemeinen Deutschen Kunstgenossenschaft.
Er hinterließ die künstlerische Autobiografie (Band I, II) Mit Stift und Feder. Aus dem Leben eines Malerradiers, die er in Mannfeld’s Privat Buch- und Kunstdruckerei für Lehrzwecke im Städtischen Kunstinstitut zu Frankfurt am Main druckte.
Zu seinen Werken zählen u. a.:
- Langer Markt in Danzig (um 1900)
- Gendarmenmarkt in Berlin,
- Porta Nigra in Trier,
- Die Klosterruine Heisterbach
- Vom Rhein (15 Radierungen 1885)
- einige hundert Grafiken schlesischer Baudenkmäler
- Aachener Dom, Albrechtsburg zu Meißen
- Der Dom zu Limburg an der Lahn (1886)
- Der Römer zu Frankfurt am Main
- Mainansicht in Frankfurt am Main
- „Die drei Wahrzeichen: Mainbrücke, Brückegiggel, Dom“ Frankfurt
- Weinmarkt/Fahrtor 1895,
- (Künstler-)Kalender der Malerradiererklasse am Städel 1896.
- Eisenwalzwerk (nach Adolf Menzel)
- Abrechtsbrug in Meißen (1884)
- Berliner Briefbogen (1884)
- Westchor des Doms zu Erfurt (1887)
- Marienburg (1885)
- Dom zu Aachen (1888)
- Grabstätte Friedrich des Großen
- Lange Markt und Artushof in Danzig
- Das Innere des Freiberger Domes
- Die Gräber der Mannsfelder
- Kurfürstenbrücke Berlin
- Aufbahrung Kaiser Wilhelm im Berliner Dom